# Pouf (Frisur)

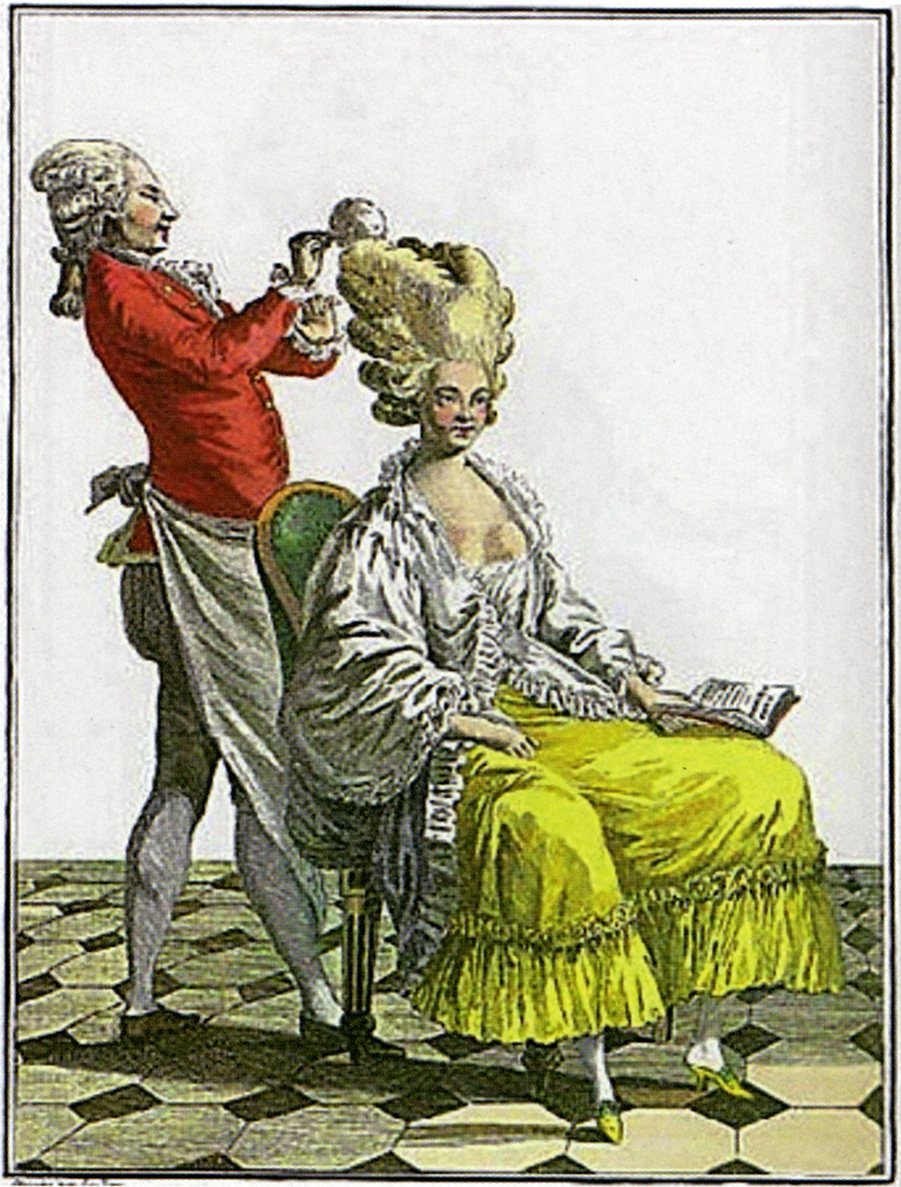
Friseur beim Werk: Aufbau eines Pouf

Der Pouf ist eine Turmfrisur, die in der zweiten Hälfte des 18. Jahrhunderts in Frankreich aufkam und sich dann auch in anderen Ländern insb. England verbreitete. Er wurde von dem Friseur Léonard-Alexis Autié kreiert und von Königin Marie-Antoinette und ihrer Modistin Rose Bertin unter den Damen des Adels in der vorrevolutionären Zeit populär gemacht.

## Konstruktion
Aufgebaut wird die Frisur mit einem dünnen Drahtgestell, ergänzt durch ein dreieckiges Kissen (französisch pouf ‚Sitzkissen‘) als Stütze. Das Drahtgeflecht wird mit Tier- und Fremdhaar (französisch postiches ‚Haarteil‘) umwickelt und mit Pomade in Form gebracht. In diese Fremdhaare wird das eigene Haar eingeflochten, wobei Locken eingedreht werden können. Die Lockenwickler sind üblicherweise aus Ton, die mit dünnen Papierstreifen eingeschlagen sind. Das Ganze wird mit weißem oder grauem Puder bestäubt, wobei in England die Verwendung von Puder nicht so populär war wie in Frankreich; abschließend sind Dekorationen wie Blumen oder Federn hinzuzufügen.
Ein Pouf konnte bis zu 60 cm hoch werden, dabei wurden Federn, Blüten, Schmuck, Textilbänder und Gazebahnen sowie auch Modellfiguren im Haar eingeflochten, mit denen persönliche Stimmungen oder politische Erklärungen auf einem Gesellschaftsabend abgegeben werden konnten. Der Kopfschmuck stellte eine logistische Herausforderung dar, eine Kutschfahrt war oft nur gebückt möglich und jedes Durchschreiten einer normal großen Tür war vorsichtshalber mit einem Knicks zu begleiten. Damit die Pracht die Nacht bis zur nächsten Veranstaltung übersteht, musste mit Kissen im Rücken aufrecht geschlafen werden. Die Pomade aus Tierfetten wurde mit der Zeit ranzig und zog zusammen mit dem Puder auf Mehl- oder Stärkebasis während der Nacht Ungeziefer an. Daher hielt eine solche Konstruktion maximal 1–2 Wochen.

## Kritik
Die Frisuren waren sehr kostspielig, und so konnten sich neben Marie-Antoinette nur die Vermögenden unter den Hofdamen eine täglich wechselnde Haarpracht leisten, die zum Teil mehrere Stunden zum Frisieren brauchte. Der Pouf wurde zu Beginn der Französischen Revolution in Zeitungen verspottet, auch um die Verschwendungssucht der Königin zu brandmarken. Davor hatte ihre Mutter bereits 1775 gewarnt:

„Ebenso kann ich mich nicht zurückhalten, mit Ihnen über einen anderen Punkt zu sprechen, den die Zeitungen mir zu oft wiederholen: es handelt sich um Ihren Kopfputz, man sagt, daß die Frisur von den Haarwurzeln 36 Zoll in die Höhe geht und mit einer Menge Federn und Bändern geschmückt sei, die das alles heben! Sie wissen, daß ich immer der Meinung war, die Moden mit Mäßigung mitzumachen, sie aber nie zu übertreiben. Eine junge hübsche Königin, so voller Anmut, hat alle solche Tollheiten nicht nötig; im Gegenteil, die Einfachheit des Putzes hebt die Erscheinung und paßt besser zum Rang der Königin;“